# André Glucksmann

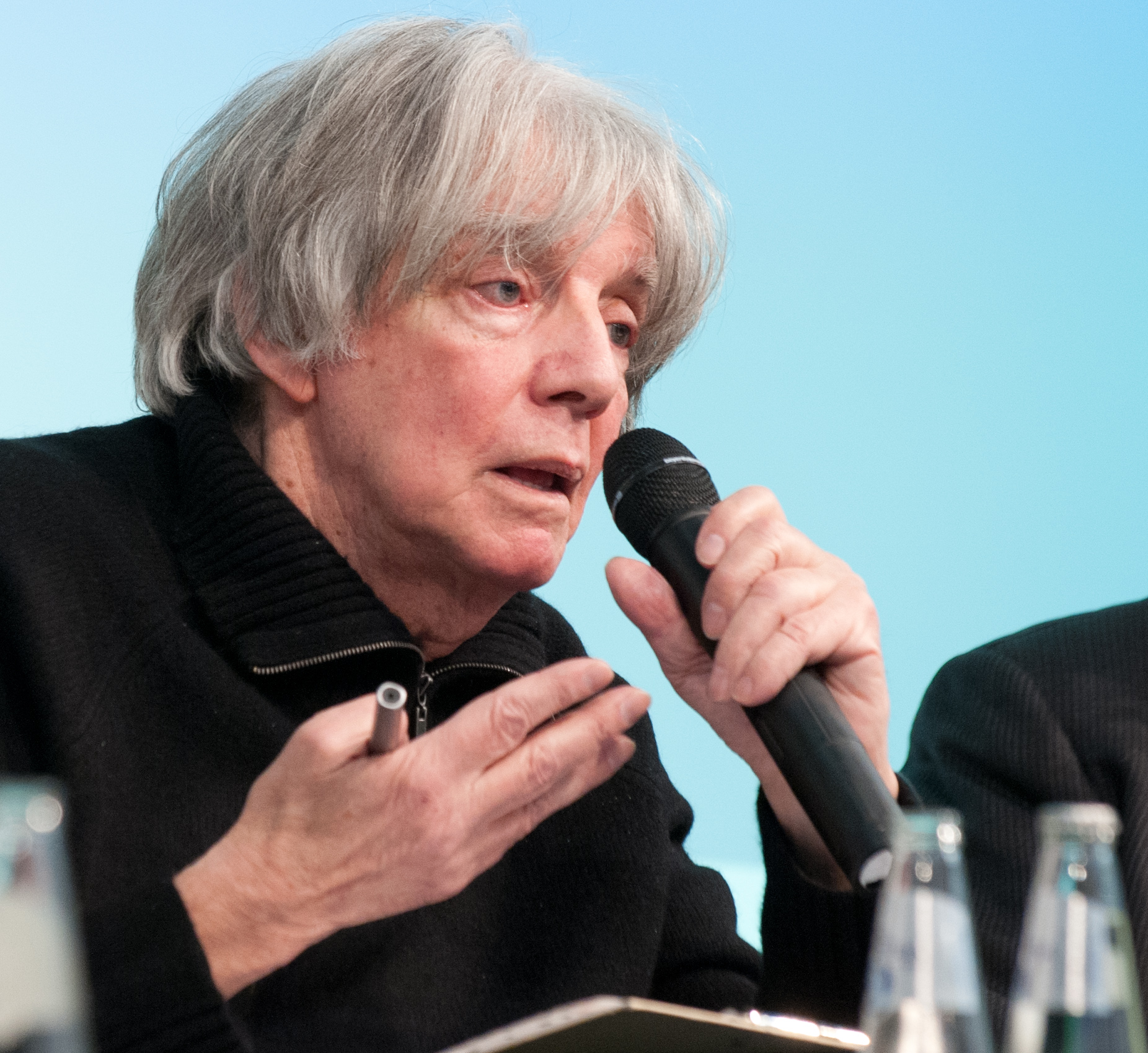
André Glucksmann in 2012

André Glucksmann (Boulogne-Billancourt, 19 juni 1937 – Parijs, nacht van 9 op 10 november 2015) was een Frans filosoof, schrijver en acteur. Hij wordt gerekend tot de stroming van de nouveaux philosophes.

## Biografie
André Glucksmann werd in 1937 geboren als zoon van Asjkenazische Joden. Zijn ouders kwamen uit Roemenië en Tsjecho-Slowakije. Hij studeerde filosofie aan de École normale supérieure van Saint-Cloud.
In 1968, als assistent van de Franse filosoof Raymond Aron aan de Sorbonne, publiceerde hij zijn eerste boek, Le discours de la Guerre, (Verhandeling over de Oorlog), en nam (als actief maoïst) deel aan de studentenopstand van mei 1968. Hij was een openlijk voorstander van de Culturele Revolutie in China en streed veelvuldig tegen de leden van de Franse Communistische Partij die hij burgerlijke revisionisten noemde. In de loop van zijn leven heeft hij zich uiteindelijk ontwikkeld tot een gematigd atlanticus.
In 1975 kwam zijn antimarxistische boek La Cuisinière et le Mangeur d’Hommes (De kokkin en de menseneter) uit. Daarin betoogt hij dat het marxisme onvermijdelijk tot totalitarisme leidt; hij ziet parallellen tussen de misdaden van het nazisme en het communisme. In zijn volgende boek, Les maitres penseurs, (De meesterdenkers) uit 1977, herleidt hij de intellectuele rechtvaardiging van het totalitarisme tot ideeën die verschillende Duitse filosofen, zoals Hegel, Marx en Nietzsche, hebben verwoord.
Glucksman overleed in 2015 op 78-jarige leeftijd.

## Filosofie
Onder verwijzing naar Dostojevski, in wiens boeken beweerd wordt dat "als God niet bestaat, alles is toegestaan", noemt Glucksmann in zijn boek Dostojevski in Manhattan de aanslagen van 9/11 een blijk van goddeloos nihilisme.
Glucksmann uitte kritiek op de analyse dat islamitisch terrorisme het gevolg is van een botsing tussen (de beschavingen van) de Islam en Het Westen: "De grootste slachtoffers van islamitisch terrorisme zijn de moslims zelf. Waarom maken we ons niet druk over de 200.000 moslims die zijn afgeslacht in Darfur? Moeten we concluderen dat moslims die door andere moslims vermoord zijn, niet meetellen? Niet in de ogen van de islamitische autoriteiten, en evenmin in het Westen?"
In 2006 verscheen zijn boek, Une rage d’enfant, (De woede van een kind). Een autobiografie waarin hij vertelt, hoe zijn ervaringen als een jonge Jood in het bezette Frankrijk leidden tot zijn belangstelling voor de filosofie en zijn geloof in het belang van stelling te nemen en niet afzijdig te blijven: "Mijn manier van denken kun je vergelijken met wat er op de tv gebeurt, in nieuwsprogramma’s en praatshows. Ik probeer aan de hand van boeken van filosofen problemen te doorgronden. Filosofie werkt voor mij als ondertiteling van het nieuws. Het probleem doet zich voor in de actualiteit, maar het antwoord wordt aangereikt door de filosofie."

## Activisme
Glucksmann was voorstander van het militair ingrijpen door het Westen in Afghanistan en Irak en was zeer kritisch over de Russische buitenlandse politiek. Hij steunde bijvoorbeeld de strijd voor een onafhankelijk Tsjetjenië. Maar hij was tegen de afscheiding van Abchazië en Zuid-Ossetië van Georgië, omdat volgens hem Georgië van vitaal belang was voor het behoud van de energie-onafhankelijkheid van de Europese Unie tegenover Rusland: ’’Als Tbilisi valt, kunnen we niet meer om Gazprom heen en hebben we geen vrije toegang meer tot de olievelden van Azerbeidzjan, Turkmenistan, en Kazachstan.’’

## De beweging van de Nieuwe Filosofen
Glucksmann was, samen met de Franse filosoof Bernard-Henri Lévy, een van de aanvoerders van de beweging 'Nieuwe Filosofen', jonge Franse intellectuelen die de banden van links met het communisme aan de kaak stelden. Nadat hij een steuncampagne had gevoerd voor de Vietnamese bootvluchtelingen wierp hij zich in de loop der jaren, met een beroep op de mensenrechten, steeds vaker op als pleitbezorger van de NAVO. Daarom ondersteunde hij de Golfoorlog, de interventie in Bosnië en Herzegovina en de aanvallen van de NAVO op Servië.
Voor Glucksmann was de barbaarsheid van het (voormalige) Sovjetregime, zoals beschreven door Solzjenitsyn, een uiting van een breder fenomeen, dat zowel in Oost- als West-Europa bestond: het ontbreken van de 'staat' (overheid).
Hij volgde het spoor terug naar de Franse Revolutie en de tijdgeest van het 19e-eeuwse Duitsland: omdat er toen nog geen staten waren, zoals we die nu kennen, werd de term een soort van vergaarbak voor morele waarden voor Hegel, Marx en Nietzsche (De meesterdenkers [Les maîtres penseurs], waar Glucksmann zijn boek aan wijdt). Een soort hogere wetenschap, waaruit men alles kan verklaren, ook als het gaat om de revolutie, in gang gezet door Lenin . De Duitse filosofen pikken de twee belangrijkste elementen van de Franse Revolutie —de Verlichting tegenover de Terreur- eruit als modus van moderne vooruitgang. Glucksmanns analyse komt dus dichter bij Michel Foucaults nadruk op ordening door concepten dan op de eenvoudige morele verontwaardiging door de Nieuwe Filosofen.

## Acteur
Naast filosoof en journalist was Glucksmann ook acteur. Hij was in verschillende films te zien, zoals Tout le monde en parle uit 1998, A mort la mort (1999) en Bunt.Delo Litvinenko die in 2007 uitkwam, een documentaire over de Russische ex-spion Alexander Litvinenko en de laatste vier jaar van zijn leven.
- Bibsys: 90109503
- Biblioteca Nacional de España: XX1151072
- Bibliothèque nationale de France: cb11905191g (data)
- Catàleg d'autoritats de noms i títols de Catalunya: 981058529015506706
- CiNii: DA01135592
- Gemeinsame Normdatei: 11853985X
- International Standard Name Identifier: 0000 0001 0927 951X
- Library of Congress Control Number: n80097588
- Nationale Bibliotheek van Letland: 000072297
- Bibliotheek van het Japanse parlement: 00441076
- Nationale Bibliotheek van Tsjechië: jn20000601904
- Nationale bibliotheek van Australië: 35128794
- Nationale Bibliotheek van Israël: 987007261712105171
- Nationale en Universitaire bibliotheek Zagreb: 000041270
- Nederlandse Thesaurus van Auteursnamen: 073410578
- Istituto Centrale per il Catalogo Unico: CFIV009520
- LIBRIS: 188337
- Système universitaire de documentation: 026894564
- Trove: 835000
- Virtual International Authority File: 97851023
- WorldCat: E39PBJgMBJjFHDH88DJvckfDv3